# マイク・ウォレス
マイク・ウォレス(Mike Wallace)ことマイロン・レオン・ウォレス（Myron Leon Wallace、1918年5月9日 - 2012年4月7日）は、アメリカ合衆国のジャーナリスト、ゲーム番組司会者、俳優である。70年以上のキャリアの中で、様々な著名なニュースメーカーにインタビューを行った。1968年にスタートしたCBSの『60ミニッツ』では、初代特派員の一人として活躍した。2006年にレギュラーの特派員を引退したが、2008年まで時々出演していた。FOXニュースのキャスター、クリス・ウォレスは息子である。

## 若年期
マイク・ウォレスは1918年5月9日にマサチューセッツ州ブルックラインで、ロシア系ユダヤ人移民の両親のもとに生まれた。一族の元の名字はウォリク(Wallik)だった。ウォレスは、自分はユダヤ人であると認識しており、生涯を通じてそれが（宗教ではなく）自分の民族性であると主張していた。父は食料品店と保険代理店を営んでいた。
1935年にブルックライン高校を卒業し、その後、ミシガン大学を卒業して学士号を取得した。大学在学中に『ミシガン・デイリー』紙の記者を務めていた。

## キャリア

### 1930年代–1940年代: ラジオ
ウォレスは、ミシガン大学の最終学年だった1939年2月7日に、ラジオの人気クイズ番組『インフォメーション・プリーズ』にゲスト出演したことがある。卒業後の最初の夏は、インターロッケン芸術センターで仕事をしていた。ミシガン州グランドラピッズのラジオ局WOODでニュースキャスターと番組用台本の執筆をしたのが、ウォレスの初めてのラジオの仕事だった。この仕事を1940年まで続けた後、デトロイトのラジオ局WXYZに移籍してアナウンサーとなった。その後、シカゴでフリーランスのラジオ局員となった。
1943年にアメリカ海軍に入隊し、第二次世界大戦中は潜水母艦「アンテドン」の通信士を務めた。ハワイ、オーストラリア、フィリピンのスービック湾を経て、南シナ海、フィリピン海、日本の南方を哨戒したが、戦闘には遭わなかった。1946年に除隊し、ウォレスはシカゴに戻った。
ウォレスはラジオ番組『ネッド・ジョーダン: シークレット・エージェント』(Ned Jordan:Secret Agent)、『スカイキング』(Sky King)、『グリーン・ホーネット』(The Green Hornet)、『カーテンタイム』(Curtain Time)、『スパイク・ジョーンズ・ショー』(The Spike Jones Show)のアナウンスを担当した。1946年から1948年にかけてWGNなどで放送されたラジオドラマ『フラモンドの犯罪ファイル』(The Crime Files of Flamond)で、主役の声を演じた。
1940年代後半、ウォレスはCBSラジオのアナウンサーとして活躍していた。グルーチョ・マルクス制作の『ユー・ベット・ユア・ライフ』(You Bet Your Life)では、エルジン・アメリカン社のコマーシャルのナレーションを担当した。ラジオドラマシリーズ『ウォーターフロントの犯罪』(Crime on the Waterfront)で、ニューヨークの刑事ルー・ケーゲルを演じた。このときは「マイロン・ウォレス」と名乗っていた。

### 1940年代–1960年代: テレビ
1949年、ウォレスはテレビという新しいメディアに移行し始めた。この年、マイロン・ウォレスの名で、警察ドラマ『スタンバイ・フォー・クライム』(Stand By for Crime)に出演した。
ウォレスは1950年代に、『ビッグ・サプライズ』(The Big Surprise)、『フーズ・ザ・ボス』(Who's the Boss?)、『フー・ペイズ』(Who Pays?)などのゲーム番組の司会を務めた。キャリア初期のウォレスは、ニュースキャスターとしては知られていなかった。この時期、ニュースキャスターがアナウンスをしたり、コマーシャルに出演したり、ゲーム番組の司会を務めることは珍しくなく、ダグラス・エドワーズ、ジョン・デイリー、ジョン・キャメロン・スウェイジ、ウォルター・クロンカイトもゲーム番組の司会を務めていた。ウォレスは、"Nothing but the Truth"のパイロット版の司会も務めた。これは後に、『トゥー・テル・ザ・トゥルース』(To Tell the Truth)のタイトルでバッド・コルヤー司会で放送が開始され、ウォレスがこの番組の回答者として出演することもあった。また、様々な商品のコマーシャルにも出演していた。

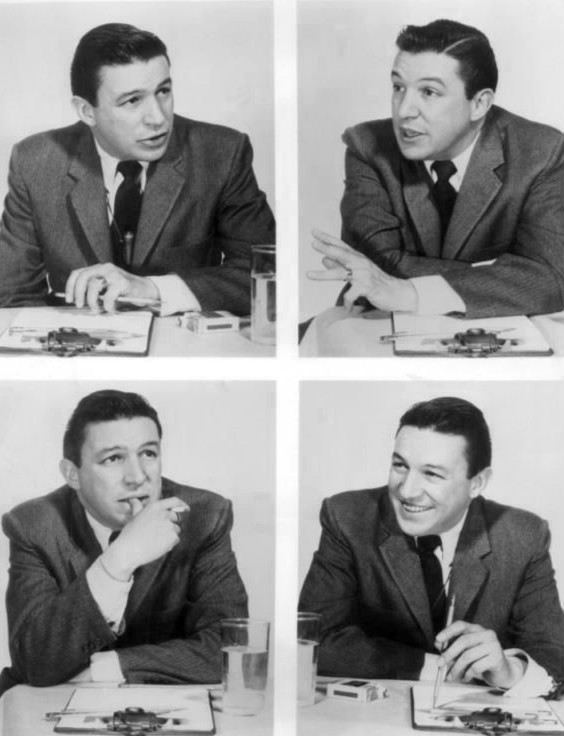
テレビ番組『マイク・ウォレス・インタビュー』の宣伝写真（1957年）

ウォレスは深夜のインタビュー番組『ナイト・ビート』(Night Beat)（1955年から1957年にかけてニューヨークのデュモンのWABDでのみ放送）と『マイク・ウォレス・インタビュー』(The Mike Wallace Interview)（1957年から1958年にかけてABCで放送）の司会も務めた。
1959年、アフリカ系アメリカ人のジャーナリストであるルイス・ローマックスはウォレスにネーション・オブ・イスラムについて語った。ローマックスとウォレスは、この組織についての5部構成のドキュメンタリー『ヘイト・ザット・ヘイト・プロデュースド』（The Hate That Hate Produced、憎悪が生んだ憎悪）を制作し、1959年7月13日の週に放映された。ほとんどのアメリカの白人はこの番組によって初めて、ネーション・オブ・イスラムとその指導者のイライジャ・ムハンマド、そしてカリスマ的なスポークスマンであるマルコムXのことを知った。
1960年代初頭におけるウォレスの主な収入源は、「男のマイルドさ」を売り物にしたフィリップモリス社のタバコ「パーラメント」のコマーシャルであった。ウォレスは、フィリップモリスが『マイク・ウォレス・インタビュー』のスポンサーになったことをきっかけに、同社のタバコを売り込む契約を結んでいた。
1961年6月から1962年6月にかけて、ジョイス・デイビッドソンとともに、ウェスチングハウス・ブロードキャスティング社がニューヨークで毎晩放送していた1時間のインタビュー番組『PMイースト』の司会を務めた。この番組は、『サンフランシスコ・クロニクル』紙のテレビ評論家テレンス・オフラハティが司会を務める30分番組『PMウェスト』と対になっていた。ウエスティングハウス社はこれらの番組を、自社が所有するテレビ局といくつかの他の都市に配信していた。南部や南西部の州、シカゴやフィラデルフィアなどの都市部の人々は見ることができなかった。『PMイースト』 にはバーブラ・ストライサンドがよく出演していたが、ウエスティングハウス社がビデオテープを上書きしてしまったため、ウォレスとの会話の一部は音声でしか残っていない。また、1960年代前半、ウォレスはデビッド・L・ウォルパー制作の『バイオグラフィー』シリーズの司会を務めた。
1962年に長男が亡くなった後、ウォレスはニュースの世界に戻ることを決意し、1963年から1966年まで『CBSモーニングニュース』の初期バージョンの司会を務めた。1964年にはマルコムXにインタビューしたが、マルコムXは冗談半分で「私はもう死んでいるかもしれない」とコメントした。彼は、その数か月後の1965年2月に暗殺された。
1967年、ウォレスはドキュメンタリー番組『CBSレポート: 同性愛者』(CBS Reports: The Homosexuals)の司会を務め、その中で「平均的な同性愛者がいるとすれば、それは乱交的である。彼は異性婚のような永続的な関係に興味がないし、その能力もない。彼の性的生活、恋愛生活は、彼が住むクラブやバーでの偶然の出会いの連続で成り立っている。また、街中でも、ナンパや一夜限りの関係などであり、これらは同性愛者の関係の特徴である」と述べた。後年、ウォレスはこの番組に出演したことを後悔するようになった。1992年には「もっとよく知っておくべきだった」と語った。1996年には、「情けないことに、同性愛者のライフスタイルに対するわずか25年前の我々の理解はそういうものでした。なぜなら、誰もクローゼットから出てこなかったし、医者からもそう言われたからです。（精神科医のチャールズ・）ソカリデスは、それは恥の問題だと言っていました」と述べた。

### 1960年代–2000年代: 『60ミニッツ』

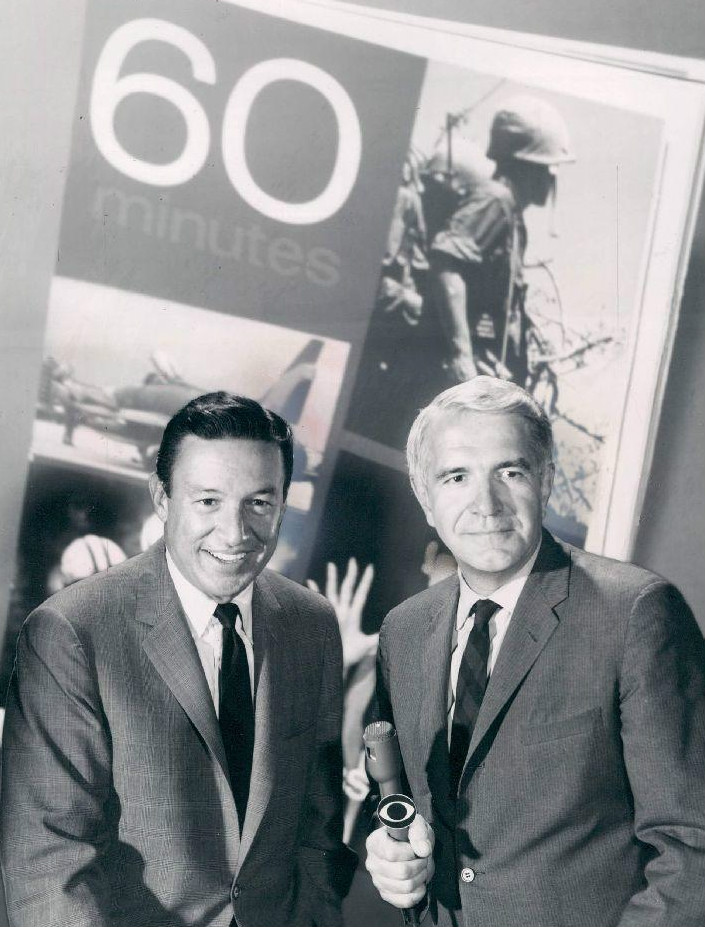
ウォレス（左）とハリー・リーゾナー。1968年の『60ミニッツ』第1回放送にて

ロナルド・レーガン大統領にインタビューするウォレス（1989年）

『60ミニッツ』のリードレポーターとしてのウォレスのキャリアは、取材対象者との衝突や、不正行為を受けたという女性の同僚からの主張などにつながっていった。ルイス・ファラカーンにインタビューした際、ウォレスはナイジェリアが世界で最も腐敗した国であると主張した。ファラカーンは即座に、アメリカ人は道徳的に判断する立場にないと反論し、「ナイジェリアは広島や長崎の人々を殺した原爆を落としたのか? 彼らは何百万人ものネイティブ・アメリカンを殺したのか?」と述べた。ウォレスが「（ナイジェリアよりも）もっと腐敗した国があるだろうか?」と問いかけると、ファラカーンは「私はそこで生活している」と言った。
ウォレスは、1982年1月23日に放送されたCBSの特別番組『アンカウンテッド・エネミー』(The Uncounted Enemy)で、ウィリアム・ウェストモーランド将軍にインタビューした。ウェストモーランドは名誉毀損でウォレスとCBSを訴えた（ウェストモーランド対CBS事件）。ウェストモーランドは、この番組が、自分が情報を操作したかのように見せかけていると主張し、1億2000万ドルの賠償を求めた。この訴訟は1985年2月、裁判にかけられる直前に法廷外で和解して終了した。双方が費用と弁護士費用を負担することに合意し、CBSは「将軍を不誠実で非愛国的な人物として描く意図はなかった」との声明を発表した。
1981年、ウォレスは、黒人やヒスパニックの人々に対する人種差別的な発言を謝罪した。カリフォルニア州の低所得者層を騙したとして告発された銀行に関する内容を取り上げる『60ミニッツ』の撮影の準備中に、「当たり前だ。（契約書を）スイカやタコスを食べながら読むなら読みにくいじゃないか!」と冗談を言っているところをテープに撮られてしまったためである。
この事件は、数年後に再び注目を集めた。人種差別と闘ったネルソン・マンデラが大学から名誉博士号を授与されることとなったが、その受賞式典でウォレスがスピーチをすることになり、それに対し抗議の声が上がった。ウォレスは当初、抗議者の訴えを「絶対的な愚かさ」と呼んでいた。しかしその後、ウォレスは先の発言を謝罪し、数十年前にその大学のキャンパスで学生生活を送っていたときのことを付け加えた。「そのことが私にとって大きな問題になったことはありませんでしたが、私は自分がユダヤ人であることを強く意識していましたし、現実の、あるいは想像上の侮辱をすぐに察知しました。私たちユダヤ人は（黒人に対して）親近感を持っていましたが、私たちは同じ奴隷船に乗っていたわけではないのです」
長年に渡ってウォレスが『60ミニッツ』の女性の同僚に対し性的な嫌がらせをし、ウォレスがそれを認めたことにより、ウォレスの評判は遡及的に影響を受けた。1970年代から80年代にかけて、ウォレスは、CBSニュースの女性の同僚の背中に手を回し、ブラジャーの留め具を外すことで知られていた。ウォレスは1991年に『ローリング・ストーン』誌に対し「秘密にしていたわけではありません。私はそれをしたことがあります」と語っている。
2018年、『60ミニッツ』でのウォレスに対する性的不正行為の主張により、36年間同社のニュース番組を監督してきたエグゼクティブ・プロデューサーのジェフ・フェイガーが辞任した。これは、7月27日に『ザ・ニューヨーカー』誌にローナン・ファローの記事が掲載されて数か月後のことだった。ファローの記事では、『60ミニッツ』の複数の高位の男性プロデューサーによる不正行為をフェイガーが黙認していたことを告発し、フェイガー自身の不正行為を告発した元社員の証言も引用している。
2006年3月14日、ウォレスは37年間在籍した『60ミニッツ』からの引退を発表した。その後はCBSニュースの「名誉特派員」として、ペースを落としながらも仕事を続けた。2006年8月、ウォレスはイランのマフムード・アフマディーネジャード大統領にインタビューした。2008年1月の『60ミニッツ』で、引退した野球選手ロジャー・クレメンスに対して行ったインタビューが、ウォレスのCBSでの最後のインタビューとなった。2006年にモーリー・セイファーがウォレスのことを「半分の年齢の人のエネルギーを持っている」と評するほど、老いてもなお元気だったが、ウォレスの健康状態が悪化し始め、2008年6月に息子のクリス・ウォレスは、父がテレビに戻ることはないだろうと語った。
ウォレスは、ファーストレディのパット・ニクソンにインタビューできなかったことを後悔していた。

## 私生活

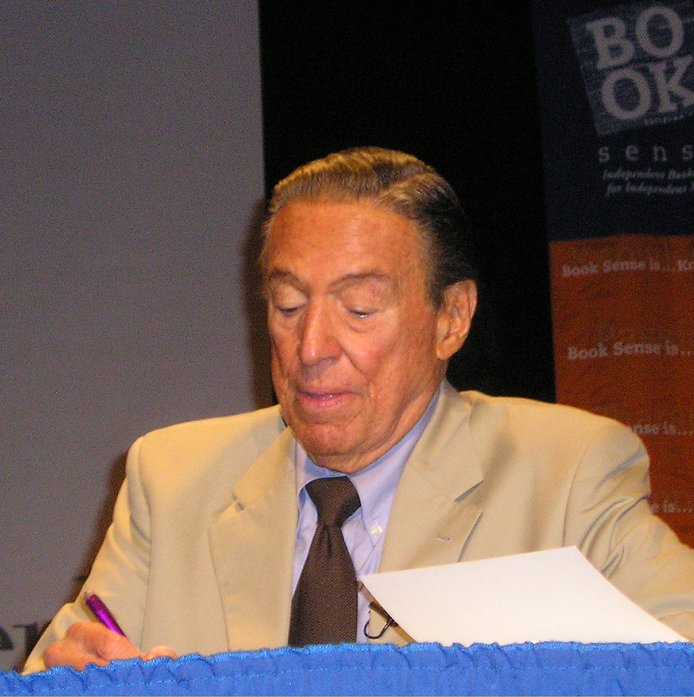
ウォレス（2007年）

ウォレスは1940年に最初の妻ノーマ・カファン(Norma Kaphan)と結婚し、2人の子供をもうけたが、1948年に離婚した。次男のクリスはニュースキャスターになった。長男のピーターは、1962年にギリシャで登山中の事故で19歳の若さで亡くなっている。
1949年に女優のパトリツィア・"バフ"・コブ(Patrizia "Buff" Cobb)と結婚した。2人は1950年代初頭にCBSテレビの『マイク&バフ・ショー』の司会を務めた。また、1951年と1952年には2人で『オール・アラウンド・タウン』の司会も務めた。パトリツィアとは1954年に離婚した。
その後、ロレーヌ・ペリゴール(Lorraine Périgord)と1955年に結婚して1986年に離婚し、同年にメアリー・イェーツ(Mary Yates)と結婚した。
ウォレスは長年にわたり鬱病に悩まされていた。ウォレスは『ガイドポスト』誌に寄稿した記事の中で、「ブルーな気分になる日が続き、やらなければならないことをこなすのにいつも以上の努力が必要だった」と述べている。1982年の『アンカウンテッド・エネミー』の内容を巡って1984年にウィリアム・ウェストモーランドから名誉毀損の訴訟を起こされたことで、ウォレスの状態は悪化した。この訴訟でウォレスは疲労困憊し、妻のメアリーが無理矢理医者に連れて行った。ウォレスは抗うつ薬を処方され、心理療法を受けた。ウォレスは、自分の弱さを指摘されるのではないかと考え、鬱病であることを秘密にしていたが、深夜トーク番組『レイター』でのボブ・コスタスとのインタビューで、そのことを明かした。その後、同僚のモーリー・セイファーとのインタビューで、1986年頃に自殺を試みたことを認めている。
ウォレスは亡くなる20年以上前にペースメーカーを装着し、2008年1月には冠動脈大動脈バイパス移植術を受けている。亡くなるまでの数年間は、介護施設で暮らしていた。2011年、CNNの司会者のラリー・キングがウォレスを訪ね、元気ではあるが、体調は明らかに衰えていると報告した。
ウォレスは自分を政治的穏健派と考えていた。ウォレスは、ナンシー・レーガンやその家族と75年来の友人だった。リチャード・ニクソンはウォレスを報道官にしたいと考えていた。FOXニュースは、「彼は東海岸のリベラルなジャーナリストのステレオタイプには合わなかった」と述べている。『FOXニュース・サンデー』で、息子のクリスはウォレスにインタビューし、人々が主流メディアに不満を感じる理由を理解しているかと訊ねた。ウォレスは、「彼らは、自分たちが目を見開いた共産主義者であり、リベラルだと思っている」と答え、その考えを「とんでもない愚かさだ」と切り捨てた。

## 死去
ウォレスは2012年4月7日、コネチカット州ニューケイナンの自宅で自然死した。93歳だった。その翌日の夜、『60ミニッツ』でモーリー・セイファーがウォレスの死を発表した。2012年4月15日の『60ミニッツ』ではウォレスの追悼特集が放送された。

## 受賞歴
ウォレスは、エミー賞を生涯で21回受賞している（アメリカ同時多発テロ事件の数週間前に行った旧ソ連の天然痘計画とテロリズムへの懸念についての調査報告など）。そのほか、アルフレッド・I・デュポン＝コロンビア大学賞を3回、ピーボディ賞を3回、ロバート・E・シャーウッド賞、南カリフォルニア大学ジャーナリズム学部の特別功労賞、アカデミー・オブ・アチーブメントのゴールデンプレート賞、ロバート・F・ケネディ・ジャーナリズム賞国際放送部門などを受賞している。
- 1989年 - ペンシルバニア大学 名誉法学博士号[39]
- 1991年 - ラジオ・テレビ・デジタル・ニュース協会（英語版） ポール・ホワイト賞[40]
- 1999年 - ジェラルド・ローブ賞（英語版） ネットワーク・大規模市場テレビ部門（国際的な製薬業界に関する調査報道に対して）[41]

## 演じた俳優
1999年の長編映画『インサイダー』では、俳優のクリストファー・プラマーがウォレスを演じた。この映画の脚本は、『ヴァニティ・フェア』誌に掲載されたマリー・ブレナーの記事"The Man Who Knew Too Much"（知りすぎた男）に基づいている。その記事は、ブラウン・アンド・ウィリアムソン(B&W)社のタバコ製造における危険な商習慣を暴露しようとした内部告発者ジェフリー・ワイガンドに関するニュースを、ウォレスが企業の圧力に屈して封印したという内容だった。ウォレスはこの自分の描かれ方を嫌っており、実際にはワイガンドのニュースが完全に放送されることを強く望んでいたと主張した。
ウォーターゲート事件を題材とした2006年の戯曲『フロスト/ニクソン』にウォレスも登場するが、それを映画化した2008年の作品『フロスト×ニクソン』には登場しない。1999年にアメリカで放送されたヒュー・ヘフナーを題材としたテレビ映画『ヘフナー: アンオーソライズド』では、マーク・ハレリックがウォレスを演じた。1957年の映画『群衆の中の一つの顔』では、ウォレスが本人役で出演した。テレビドラマ『マンハント』では、2020年2月に放送された第2シーズンの6話でグレッグ・デームがウォレスを演じ、1996年7月にアトランタのセンテニアル・オリンピック公園で爆弾を発見した警備員リチャード・ジュエルに対する『60ミニッツ』でのウォレスのインタビューの様子を再現した。

## 書籍
- Rader, Peter. Mike Wallace: A Life. New York: Thomas Dunne Books, 2012. ISBN 0-312-54339-5.

## 自伝
- Close Encounters: Mike Wallace's Own Story. New York: William Morrow, 1984. ISBN 0-688-01116-0（ゲイリー・ポール・ゲイツとの共著）
- Between You and Me: A Memoir. New York: Hyperion, 2005（ゲイリー・ポール・ゲイツとの共著）